# مازدا هاكازي كونسيبت
مازدا هاكازي هي السيارة المبتكرة التي تم الكشف عنها في أوائل فبراير 2007 من قبل الشركة اليابانية مازدا. عناصر التصميم الرئيسية تأتي من لهجة التصميم الجديدة التي وضعتها مازدا وتسمى «ناجار»، التي جاء بها لورينز فان دن آكر، مدير التصميم العالمي في مازدا. وهي تعني «تدفق». وقد تم استخدام هذا العنصر في من قبل على سيارات مازدا المبتكرة مثل: مازدا ناجار. مازدا ريوجا؛ مازدا كابورا.

## تخصص
وقد تم تصميمه ليكون لها مظهر الكوبيه، ووظائف كروس أوفرإس يوفي أو سي يو في، في حين تشمل على وظائف القيادة من رودستر.

## الميزات
لا تحتوي السيارة على مقابض الأبواب، ووضعت الكاميرات بدلا من المرايا، وتأثيرات الإضاءة، والأبواب المقصية، وسقف قابل للطي جزئيا.

## الداخل
من الداخل تحوي أربعة مقاعد كبيرة، مما يجعلها نوعا ما من كوبيه رباعية الأبواب. يوجد التفاف حول مركز وحدة التحكم. كل شيء داخل يمكن تعديلها لاحتياجات السائق المحددة. يتم تخزين الإعدادات في بطاقة بلوتوث مرة واحدة. والتي يحتفظ بها السائق معه. عندما يشغل  السائق السيارة باستخدام البطاقة، يتم ضبط جميع تفضيلاته الشخصية تلقائيا.